# Distretto di Oyón
Il distretto di Oyón è uno dei sei distretti della provincia di Oyón, in Perù. Si trova nella regione di Lima e si estende su una superficie di 887,61 chilometri quadrati.
Ha per capitale la città di Oyón.